# Lake Waynoka, Ohio
Lake Waynoka, Ohio (енгл. Lake Waynoka) насељено је место без административног статуса у америчкој савезној држави Охајо.

## Демографија
По попису из 2010. године број становника је 1.173.
| Група             | 2000.    | 2010.         |
| Белци             | 0 (0,0%) | 1.148 (97,9%) |
| Афроамериканци    | 0 (0,0%) | 8 (0,7%)      |
| Азијати           | 0 (0,0%) | 0 (0,0%)      |
| Хиспаноамериканци | 0 (0,0%) | 9 (0,8%)      |
| Укупно            | 0        | 1.173         |